# Football Club Assent
Dernière mise à jour : 2 mars 2012.
Le Football Club Assent est un ancien club de football belge basé à Assent. Il est fondé en 1974 et disparaît en 1988, absorbé dans une fusion avec son voisin du KFC Diest. Durant ses quatorze ans d'Histoire, le club dispute 8 saisons dans les divisions nationales, dont 2 en Division 2.

## Histoire
Le club est fondé en 1974 par l'homme d'affaires brabançon Marcel Theunis. Il s'affilie à l'URBSFA, qui lui attribue le matricule 8091 et le verse en quatrième provinciale brabançonne. Le club gravit les échelons très rapidement, et rejoint déjà les séries nationales en 1980.
Pour sa première saison en Promotion, le club termine vice-champion. À la suite de la rétrogradation administrative du Patro Eisden, une place supplémentaire se libère en Division 3. Un tour final est organisé entre les deuxièmes de chaque série de Promotion, qu'Assent remporte. Le club est ainsi promu en troisième division. Après une première saison d'adaptation terminée à la douzième place, le club s'améliore d'année en année. Vice-champion en 1985, il décroche le titre dans sa série l'année suivante et rejoint ainsi la Division 2, douze ans après sa création. L'entraîneur de l'équipe n'est autre que le triple lauréat du Soulier d'or Wilfried Van Moer.
Le club poursuit sur sa lancée en deuxième division, et termine cinquième, ce qui lui permet de se qualifier pour le tour final pour la montée en première division. Le club termine troisième et n'est donc pas promu. Van Moer quitte le club pour rejoindre Beveren, et l'équipe est renforcée par l'arrivée de plusieurs joueurs de renom, dont l'ancien international néerlandais Bert van Marwijk. Mais l'équipe ne parvient pas à rééditer sa performance de la saison précédente, et termine seulement quatorzième, juste au-dessus de la zone de relégation.
Malgré le succès sportif très rapide rencontré par le club, les gradins du stade ont beaucoup de mal à se remplir. Le président décide en 1988 de collaborer avec le club voisin, le KFC Diest, pour construire un grand club dans la région. Les deux entités fusionnent pour former le KTH Diest, et choisissent de conserver le matricule 41 de Diest, celui d'Assent étant radié des listes de la Fédération.

## Anciens joueurs célèbres
- Willy Geurts, ancien international belge (6 sélections), deux fois champion de Belgique avec Anderlecht et le Standard, joue à Assent les deux dernières saisons du club et continue ensuite à Diest.
- Bert van Marwijk, ancien international néerlandais (1 sélection) et futur sélectionneur des Pays-Bas, joue la dernière saison de sa carrière à Assent, qui est aussi la dernière du club.
- Eric van der Luer, futur international néerlandais (2 sélections), joue une saison à Assent, la dernière du club, avant de rejoindre le Roda JC où il disputera 14 saisons.

## Résultats dans les divisions nationales
Statistiques clôturées, club disparu

### Palmarès
- 1 fois champion de Belgique de Division 3 en 1986

### Bilan
| Niv | Divisions     | Jouées | Titres | TM Up | TM Down |
| --- | ------------- | ------ | ------ | ----- | ------- |
| I   | 1re nationale | 0      | 0      |       |         |
| II  | 2e nationale  | 2      | 0      | 1     |         |
| III | 3e nationale  | 5      | 1      |       |         |
| IV  | 4e nationale  | 1      | 0      | 1     |         |
| V   | 5e nationale  | 0      | 0      |       |         |
|     |               |        |        |       |         |
|     | TOTAUX        | 8      | 1      | 2     | 0       |

- TM Up : test-match pour départager des égalités, ou toutes formes de Barrages ou de Tour final pour une montée éventuelle.
- TM Down : test-match pour départager des égalités, ou toutes formes de Barrages ou de Tour final pour le maintien.

### Classements saison par saison
| Ordre | Saison  | Nom du club                                                                    | Niveau                                                                         | Classement final                                                               | Remarques                                                                      |
| ----- | ------- | ------------------------------------------------------------------------------ | ------------------------------------------------------------------------------ | ------------------------------------------------------------------------------ | ------------------------------------------------------------------------------ |
| 1     | 1980-81 | FC Assent                                                                      | Promotion série D                                                              | 2e/16                                                                          | Promu via tour final!                                                          |
| 2     | 1981-82 | FC Assent                                                                      | Division 3 série B                                                             | 12e/16                                                                         |                                                                                |
| 3     | 1982-83 | FC Assent                                                                      | Division 3 série B                                                             | 7e/16                                                                          |                                                                                |
| 4     | 1983-84 | FC Assent                                                                      | Division 3 série B                                                             | 5e/16                                                                          |                                                                                |
| 5     | 1984-85 | FC Assent                                                                      | Division 3 série B                                                             | 2e/16                                                                          |                                                                                |
| 6     | 1985-86 | FC Assent                                                                      | Division 3 série B                                                             | 1er/16                                                                         | Champion et promu!                                                             |
| 7     | 1986-87 | FC Assent                                                                      | Division 2                                                                     | 5e/16                                                                          | Tour final!                                                                    |
| 8     | 1987-88 | FC Assent                                                                      | Division 2                                                                     | 14e/16                                                                         |                                                                                |
| X     | 1988    | Fusion avec le KFC Diest pour former le KTH Diest, le matricule 8091 disparaît | Fusion avec le KFC Diest pour former le KTH Diest, le matricule 8091 disparaît | Fusion avec le KFC Diest pour former le KTH Diest, le matricule 8091 disparaît | Fusion avec le KFC Diest pour former le KTH Diest, le matricule 8091 disparaît |